# Unterseeboot 420
L'U-420 est un U-Boot type VIIC utilisé par la Kriegsmarine pendant la Seconde Guerre mondiale.
Le sous-marin fut commandé le 20 janvier 1941 à Dantzig (Danziger Werft), sa quille fut posée le 3 décembre 1941, il fut lancé le 18 août 1942 et mis en service le 16 décembre 1942, sous le commandement de l'Oberleutnant zur See Peter Högqvist.
Il sert dans la 8. Unterseebootsflottille jusqu'au 30 juin 1943 et dans la 11. Unterseebootsflottille jusqu'à sa perte.

## Conception
Unterseeboot type VII, l'U-420 avait un déplacement de 769 tonnes en surface et 871 tonnes en plongée. Il avait une longueur totale de 67,10 m, un maître-bau de 6,20 m, une hauteur de 9,60 m, et un tirant d'eau de 4,74 m. Le sous-marin était propulsé par deux hélices de 1,23 m, deux moteurs Diesel F46 de six cylindres produisant un total de 2 060 à 2 350 kW en surface et de deux moteurs électriques Siemens-Schuckert GU 343/38-8 produisant un total 550 kW, en plongée. Le sous-marin avait une vitesse en surface de 17,7 nœuds (32,8 km/h) et une vitesse de 7,6 nœuds (14,1 km/h) en plongée. Immergé, il avait un rayon d'action de 80 milles marins (150 km) à quatre nœuds (7,4 km/h; 4,6 milles par heure), en surface, son rayon d'action était de 8 500 milles nautiques (soit 15 700 km) à 10 nœuds (19 km/h).
L'U-420 était équipé de cinq tubes lance-torpilles de 53,3 cm (quatre montés à l'avant et un à l'arrière) et embarquait quatorze torpilles. Il était équipé d'un canon de pont de 8,8 cm SK C/35 (220 coups) et d'un canon anti-aérien de 20 mm Flak. Son équipage comprenait 49 sous-mariniers.

## Historique
L'U-420 quitte Kiel le 12 juin 1943 pour sa première patrouille de 35 jours. Il navigue au large de la côte norvégienne et dans le nord de l'Écosse. Il explore l'Atlantique à la recherche de navires marchands. Il est attaqué le 3 juillet par un B-24 Liberator canadien. L'U-Boot est touché par une torpille Mark 24 qui tue deux sous-mariniers et en blesse un troisième, ce qui interrompt sa patrouille.
Transféré de Lorient à Brest, l'U-420 prend la mer le 9 octobre 1943 pour sa seconde patrouille.
Après 12 jours en mer, il est porté disparu dans l'Atlantique Nord le 20 octobre 1943. La cause de sa disparition reste inconnue.
Les 49 hommes d'équipage meurent dans cette disparition.
L'U-420 n'a ni endommagé ni coulé de navire au cours des deux patrouilles (49 jours en mer) qu'il effectue.

## Affectations
- 8. Unterseebootsflottille du 16 décembre 1942 au 30 juin 1943 (Flottille d'entraînement).
- 11. Unterseebootsflottille du 1er juillet 1943 au 20 octobre 1943 (Flottille de combat).

## Commandement
- Oberleutnant zur See Peter Högqvist du 16 décembre 1942 au 20 octobre 1943.